# 2009年のバレーボール
< 2009年 | 2009年のスポーツ
2009年のバレーボール（2009ねんのバレーボール）では、2009年（平成21年）のバレーボール関連の出来事をまとめる。

## 概説
この年は、1990年代に現在のサイクルが確立されて以降における、「4年周期」の第1年にあたった。北京オリンピックが終わり、ロンドンオリンピックに向けての第一歩ということもあり、各国とも五輪に向け新たなチーム作りに挑んだ1年であった。
国内Vリーグでは不況に伴うバレーボールチームの活動休止があり、実業団スポーツの厳しさをまざまざと見せつけられた。活動休止及びVリーグの移籍システム変更に伴い、例年になく移籍が活発なオフシーズンともなった。
また新型インフルエンザの世界的な流行をうけ、バレーボール界にも棄権が相次いだ。

## できごと

### 1月
- 28日 - パキスタン・イスラマバードで2010年男子世界選手権アジア大陸予選1次ラウンドが開始[1]。日本は8月開催の3次ラウンド・小牧大会に参戦。

### 2月
- 1日 - コッパ・イタリア男子でルーベ・バンカ・マルケ・マチェラータが2連覇[2]。
- 8日 - コッパ・イタリア女子でスカボリーニ・ペーザロが初優勝[3]。
- 12日 - パイオニアがパイオニア・レッドウィングスを存続させていくかどうか検討していることを発表。（最終的に東北パイオニアが運営責任を持つことでチーム存続が決定した。）
- 13日 - 武富士が武富士バンブーを5月の黒鷲旗大会をもって活動終了させることを発表[4]。
- 26日 - 元全日本代表で前年引退した菅山かおるがビーチバレー転向を発表[5]。4月から公式大会に参戦。

### 3月
- 14日 - フランスカップ男子でトゥールVBが3年ぶりの優勝[6]。
- 21日 - フランスカップ女子でRCカンヌが7連覇[7]。
- 22日 - Vチャレンジリーグで男子はFC東京が3連覇[8]、女子はPFUブルーキャッツが初優勝[9]。
- 29日 - 欧州チャンピオンズリーグ女子でイタリアのフォッパペドレッティ・ベルガモが2年ぶりの優勝[10]。
- 30日 - 2009年度全日本男子代表登録メンバーが発表[11]。

### 4月
- 1日 - シドニーオリンピック、北京オリンピックビーチバレー代表の佐伯美香が選手として第一線を退くことを発表[12]。
- 5日 - 欧州チャンピオンズリーグ男子でイタリアのトレンティーノ・バレーが初優勝[13]。
- 5日 - Vチャレンジマッチ（入替戦）で男子プレミアリーグ最下位の大分三好ヴァイセアドラーが男子チャレンジリーグ優勝のFC東京に敗れ、大分三好はチャレンジリーグへ降格、FC東京はプレミアリーグ初昇格を決めた。
- 11日 - 東レアローズ女子チームが女子プレミアリーグで優勝し、女子Vリーグ/プレミアリーグ史上初の2連覇[14]。
- 12日 - 東レアローズ男子チームが男子プレミアリーグで優勝し、史上初の男女チームアベック優勝[15]。
- 12日 - 韓国Vリーグ男子で三星火災ブルーファングスが2連覇[16]。
- 14日 - 2009年度全日本女子代表登録メンバーが発表[17]。
- 不明 - 韓国Vリーグ女子で興国生命ピンクスパイダーズが2年ぶりの優勝[16]。
- 18日 - 映画「おっぱいバレー」が全国東映系にて公開。22日都内で行われた上映会には全日本男子監督植田辰哉、全日本女子監督眞鍋政義が出席した[18]。
- 19日 - 韓国・光州広域市で開催された日韓Vリーグトップマッチ女子大会で興国生命ピンクスパイダーズが初優勝[19]。
- 26日 - 日本・福岡市で開催された日韓Vリーグトップマッチ男子大会で東レ・アローズが初優勝[20]。
- 26日 - ポーランドリーグ女子でムシニアンカ・ムシナが2連覇。
- 30日 - セルビアリーグ男子でOKラドニチュキ・クラグイェヴァツが初優勝[21]。

### 5月
- 1日 - ポーランドリーグ男子でスクラ・ベウハトゥフが5連覇。
- 2日 - ロシア・スーパーリーグ男子でゼニト・カザンが2年ぶりの優勝。
- 3日 - フランス・プロA女子でRCカンヌが12連覇。
- 7日 - ドイツ・ブンデスリーガ男子でVfBフリードリヒスハーフェンが5連覇[22]。
- 9日 - イタリア・セリエA女子でスカボリーニ・ペーザロが2連覇[23]。
- 10日 - フランス・プロA男子でパリ・バレーが4連覇[24]。
- 16日 - ロシア・スーパーリーグ女子でディナモ・モスクワが2年ぶりの優勝。
- 17日 - イタリア・セリエA男子でコプラ・ノルドメッカニカ・ピアチェンツァが初優勝[25]。
- 18日 - 全日本女子チームの愛称が「火の鳥NIPPON」に決定[26]。
- 29日 - NECが男子バレーボール部の一括移籍を断念しNECブルーロケッツの無期限休部を発表[27]。
- 31日 - JTマーヴェラスが元全日本代表・宝来麻紀子ら4名の退部を発表[28]。宝来の引退に関してはビーチ転向の準備だと一部で報じられた。

### 6月
- 1日 - 全日本男子チームの愛称が「龍神NIPPON」に決定[29]。
- 8日 - アジアクラブ選手権女子でタイのフェーダーブロイが初優勝。東レ・アローズは3位[30]。
- 10日 - 全日本代表の荒木絵里香がイタリア・セリエAのバレー・ベルガモから契約を更新しないと通告され[31]、サッスオーロへの期限付き移籍に合意したと報道された[32]。
- 14日 - スイス・モントルーで開催されたモントルーバレーマスターズでブラジルが3年ぶりの優勝[33]。
- 16日 - パイオニアレッドウィングスがアメリカ女子代表を率いた経験もある吉田敏明監督と全日本代表・庄司夕起ら6選手の大量退団を発表[34]。
- 24日 - アジアクラブ選手権男子でイランのペイカン・テヘランVCが4連覇。パナソニックパンサーズは5位[35]。
- 30日 - NECレッドロケッツが元全日本代表の成田郁久美と高橋みゆきの退団を発表[36]。

### 7月
- 6日 - 全日本代表でサントリーサンバーズ所属の越川優がイタリア・セリエA2のパッラヴォーロ・パドヴァへ完全移籍を発表[37]。
- 8日 - Vリーグ機構理事会にてチャレンジリーグに降格した大分三好ヴァイセアドラーをプレミアリーグへ再昇格させることが承認された。NECブルーロケッツの事実上の廃部により男子プレミアリーグの枠に空きが生じたことによるものである[38]。
- 24日 - ドミートリー・メドヴェージェフ大統領がロシアバレーボール連盟を訪問。バレーボールミュージアムなどを視察[39][40]。
- 26日 - セルビア・ベオグラードで開催された第20回ワールドリーグでブラジルが2大会ぶりの優勝[41]。本大会からポイント制が導入され、下位2チームのベネズエラと日本は次回大会の予選に回ることになった。

### 8月
- 8日 - 中田久美がイタリア・セリエAのアシステル・ノヴァーラのコーチ就任を発表[42]。昨シーズンのヴィチェンツァ・バレーに続いてセリエAのコーチ就任となった。
- 20日 - 第1回大会の1948年欧州選手権優勝メンバーで、1955年欧州選手権、1956年世界選手権で金メダルを獲得した元チェコスロバキア代表のカレル・ブロズが死去[43]。
- 21日 - コロンビア・ボゴタで開催された第28回南米選手権男子大会でブラジルが22連覇[44]。
- 23日 - 日本・東京で開催された第17回ワールドグランプリでブラジルが2連覇[45]。
- 27日 - 元全日本代表の吉澤智恵が所属の武富士バンブー廃部に伴い、スペインリーグのCVテネリフェへ移籍を発表[46]。
- 30日 - 日本・小牧市で開催された2010年男子世界選手権アジア大陸予選3次ラウンド・小牧大会で日本がグループ1位で予選を通過。2位のイランとともに2010年男子世界選手権の出場権を獲得[47]。

### 9月
- 13日 - トルコ・イズミルで開催された第26回欧州選手権男子大会でポーランドが初優勝[48]。
- 13日 - ベトナム・ハノイで開催された第15回アジア選手権女子大会でタイが初優勝[49]。日本は3位。
- 19日 - エジプト・カイロで開催された2010年ワールドリーグ予選・プレーオフで日本がエジプトに2連敗[50]。2000年大会以来10年ぶりに次回大会の出場権を失った。
- 27日 - プエルトリコ・バヤモンで開催された第21回北中米選手権女子大会でドミニカ共和国が初優勝[51]。

### 10月
- 4日 - ポーランド・ウッチで開催された第26回欧州選手権女子大会でイタリアが2連覇[52]。
- 4日 - ブラジル・ポルトアレグレで開催された第28回南米選手権女子大会でブラジルが8連覇[53]。
- 4日 - モロッコ・テトゥアンで開催された第17回アフリカ選手権男子大会でエジプトが3連覇。
- 5日 - フィリピン・マニラで開催された第15回アジア選手権男子大会で日本が2大会ぶりの優勝[54]。
- 5日 - 東九州龍谷高校が、トキめき新潟国体の6人制少年女子の部において優勝し、年間3冠を達成。
- 8日 - アルジェリア・ブリダで開催された第13回アフリカ選手権女子大会でアルジェリアが初優勝。
- 17日 - プエルトリコ・バヤモンで開催された第21回北中米選手権男子大会でキューバが4大会ぶりの優勝[55]。
- 30日 - アメリカ・マサチューセッツ州でバレーボール殿堂記念式典が行われ、元ブラジル女子代表で1996年アトランタオリンピック銅メダリストのアナ・モーゼ、ソビエト連邦時代から2つのオリンピック金メダルと2つの銀メダル、世界選手権で金メダルを含む4つのメダルをもたらした元ロシア女子代表監督ニコライ・カルポリ、2004年アテネオリンピック銅メダリストでプロビーチバレー選手のホリー・マクピークら6名が殿堂入りを果たした[56][57]。
- 30日 - 元ポルトガル女子代表で、ビーチバレー転向後に2000年シドニーオリンピックに出場したクリスティナ・ペレイラが死去[58]。

### 11月
- 8日 - カタール・ドーハで1992年以来17年ぶりに開催された世界クラブ選手権でトレンティーノ・バレーが初優勝[59]。
- 9日 - バルセロナ、北京オリンピック日本代表の荻野正二（サントリーサンバーズ）が今シーズン限りで現役引退を発表[60]。
- 9日 - 元キューバ女子代表監督のアントニオ・ペルドモが呼吸不全のため66歳で急死。1992年バルセロナオリンピック、1996年アトランタオリンピックで金メダル、2004年アテネオリンピックで銅メダル獲得へと導き、30年以上キューバ女子代表を指導した[61]。
- 14日 - 平成21年度天皇杯・皇后杯全日本バレーボール選手権大会セミファイナルラウンドにて、東北福祉大学が選手の新型インフルエンザ発症に伴い棄権。
- 15日 - 日本で開催された第5回ワールドグランドチャンピオンズカップ女子大会でイタリアが初優勝[62]。日本代表は4位。
- 18日 - ビーチバレーの浅尾美和と西堀健実が成績不振を理由にペア解消を発表[63]。
- 22日 - 第5回ワールドグランドチャンピオンズカップ男子大会で、キューバチームがユニフォーム規定違反のアクシデント[64]。
- 23日 - 第5回ワールドグランドチャンピオンズカップ男子大会で、ブラジルが2連覇[65]。日本チームが銅メダルを獲得。バレーボール4大大会（グラチャン→世界選手権→ワールドカップ→オリンピックのローテーション）で日本男子がメダルを獲得したのは1977年のワールドカップ以来32年ぶり。
- 28日 - Vチャレンジリーグの大野石油が選手の新型インフルエンザ発症に伴い、同リーグ開幕戦と翌日の第2戦を棄権。
- 28日 - 岡山シーガルズの宮下遥が、史上最年少の15歳2カ月でプレミアデビュー（それまでの記録は堀口夏実の15歳4ヶ月）。

### 12月
- 5日 - VチャレンジリーグのBefcoが選手の新型インフルエンザ発症に伴い、同日と翌日のリーグ戦を棄権。
- 17日 - 平成21年度天皇杯・皇后杯全日本バレーボール選手権大会において、東九州龍谷高校がVプレミアリーグのNECレッドロケッツに3-2で勝利した。国内公式戦で高校生チームがプレミア勢を破ったのは史上初。
- 18日 - 東九州龍谷高校が前日に続きVプレミアリーグのパイオニアレッドウィングス戦にも3-1で勝ち準決勝進出。バレーボール大会に天皇杯皇后杯が下賜されるようになった1996年以降、下賜大会での高校生チーム準決勝進出は初めて。
- 20日 - 天皇杯皇后杯全日本バレーボール選手権大会において、男子はパナソニック・パンサーズが、女子は久光製薬スプリングスがそれぞれ初優勝を飾った。
- 22日 - ロシア・カップ女子でディナモ・モスクワがソ連リーグ時代の1982年以来27年ぶりの優勝。
- 27日 - ロシア・カップ男子でゼニト・カザンが2年ぶりの優勝。

## 国際大会
- ワールドリーグ
  - 決勝  ブラジル 3 - 2  セルビア
    - 2年ぶり8回目
- ワールドグランプリ
  - 優勝  ブラジル（5勝0敗）
    - 2年連続8回目
- モントルーバレーマスターズ
  - 決勝  ブラジル 3 - 0  イタリア
    - 3年ぶり5回目
- ワールドグランドチャンピオンズカップ
  - 男子優勝  ブラジル（5勝0敗）
    - 2大会連続3回目

  - 女子優勝  イタリア（5勝0敗）
    - 初優勝
- アフリカ選手権
  - 男子決勝  アルジェリア 0 - 3  エジプト
    - 3大会連続5回目

  - 女子優勝  アルジェリア（5勝0敗）
    - 初優勝
- 北中米選手権
  - 男子決勝  キューバ 3 - 1  アメリカ合衆国
    - 4大会ぶり14回目

  - 女子決勝  ドミニカ共和国 3 - 2  プエルトリコ
    - 初優勝
- 南米選手権
  - 男子決勝  ブラジル（6勝0敗）
    - 22大会連続27回目

  - 女子決勝  ブラジル 3 - 0  アルゼンチン
    - 8大会連続16回目
- アジア選手権
  - 男子決勝  イラン 1 - 3  日本
    - 2大会ぶり7回目

  - 女子決勝  中国 1 - 3  タイ
    - 初優勝
- 欧州選手権
  - 男子決勝  ポーランド 3 - 1  フランス
    - 初優勝

  - 女子決勝  オランダ 0 - 3  イタリア
    - 2大会連続2回目
- 世界クラブ選手権
  - 男子決勝  スクラ・ベウハトゥフ 0 - 3  トレンティーノ・バレー
    - 初優勝
- 欧州チャンピオンズリーグ
  - 男子決勝  イラクリス・テッサロニキVC 1 - 3  トレンティーノ・バレー
    - 初優勝

  - 女子決勝  ディナモ・モスクワ 2 - 3  フォッパペドレッティ・ベルガモ
    - 2年ぶり6回目
- AVCアジアクラブ選手権
  - 男子決勝  アル・ヒラル 0 - 3  ペイカン・テヘランVC
    - 4年連続5回目

  - 女子決勝  フェーダーブロイ 3 - 2  天津ブリヂストン
    - 初優勝

## 国内大会

### 日本
- 天皇杯・皇后杯全日本選手権
  - 男子決勝 パナソニック・パンサーズ 3 - 2 JTサンダーズ
    - 初優勝

  - 女子決勝 久光製薬スプリングス 3 - 2 デンソー・エアリービーズ
    - 初優勝

- 2008/09プレミアリーグ
  - 男子決勝 東レ・アローズ 3 - 0 堺ブレイザーズ
    - 4年ぶり2回目の優勝

  - 女子決勝 東レ・アローズ 3 - 0 久光製薬スプリングス
    - 2年連続、通算8回目の優勝（前身のユニチカ時代を含む）

- 2008/09チャレンジリーグ
  - 男子 FC東京
    - 3年連続6回目、東京ガス時代を含む

  - 女子 PFUブルーキャッツ
    - 初優勝

- 第58回黒鷲旗全日本選抜
  - 男子決勝 パナソニックパンサーズ 3 - 0 東レ・アローズ
    - 2年連続9回目

  - 女子決勝 東レ・アローズ 3 - 1 久光製薬スプリングス
    - 5年ぶり3回目

- 第40回全国高校選抜（3月20日～26日・代々木第一体育館）
  - 男子決勝 都城工（宮崎） 3 - 2 東福岡（福岡）
    - 初優勝、宮崎県勢の優勝も初。

  - 女子決勝 東九州龍谷（前回優勝枠、大分） 3 - 1 古川学園（宮城）
    - 2年連続4回目の優勝、前身の扇城時代を含む）大会連覇は史上5校目。

- 高校総体（3年ぶりの近畿6府県開催。今回は主会場の奈良県で実施）
  - 男子決勝 大塚（大阪） 3 - 1 市立尼崎
    - 初優勝

  - 女子決勝 東九州龍谷（大分） 3 - 0 九州文化学園
    - 2年連続優勝

- 国体（トキめき新潟国体）
  - 6人制成人男子決勝 愛知県（ジェイテクトSTINGS） 3 - 2 新潟県（新潟教員）
  - 6人制成人女子決勝 岡山県（岡山シーガルズ） 3 - 0 東京都（NECレッドロケッツ）
  - 6人制少年男子決勝 千葉県 3 - 0 大阪府
  - 6人制少年女子決勝 大分県（東九州龍谷） 3 - 1 宮城県（古川学園）
    - 東九州龍谷高校は年間の3冠を達成

### 韓国
- 韓国Vリーグ2008-2009
  - 男子
    - 優勝：三星火災ブルーファングス

  - 女子
    - 優勝：興国生命ピンクスパイダーズ

## 死去
- 8月20日 - カレル・ブロズ
- 9月20日 - 水野忠夫 （72）
- 10月30日 - クリスティナ・ペレイラ （41）
- 11月9日 - アントニオ・ペルドモ （66）